# 1,2,4-triazool
1,2,4-triazool is een organische verbinding met als brutoformule C2H3N3. Het is een witte vaste stof met een kenmerkende geur. De stof wordt, zoals fluconazol en itraconazol, gebruikt als antimycoticum. Gealkyleerde derivaten van 1,2,4-triazool kunnen bereid worden middels de Einhorn-Brunner-reactie of de Pellizzari-reactie.

## Toxicologie en veiligheid
De stof ontleedt bij verhitting met vorming van giftige en irriterende dampen, onder andere stikstofoxiden. 1,2,4-triazool reageert met sterke zuren en sterke oxidatiemiddelen.